# Велика отечествена война
Велика отечествена война (на руски: Великая Отечественная война) е термин, с който в СССР е наречен Германо-съветския конфликт по време на Втората световна война. Това е военен конфликт между Нацистка Германия и Съветския съюз, продължил през периода 1941 – 1945 г. Представлява най-значителният конфликт в хода на войната и същевременно е решителен за нейния изход. Започва с операция „Барбароса“, а завършва с Пражката операция.
Понятието е въведено с изявлението от 22 юни 1941 г. на Вячеслав Молотов, самият той подписал Пакта за ненападение с Райха почти 2 г. преди това (23 август 1939 г.). Самото изявление за началото на войната е на Йосиф Сталин и гласи:
| „ | „Започна Великата Отечествена война на съветските народи против немско-фашистките завоеватели. Нашето дело е право. Врагът ще бъде разбит. Победата ще бъде наша!“ | “ |

В деня на завършването на военната игра по плана Барбароса, след като всички се разотиват, Адолф Хитлер заявява насаме на главния теоретик на плана „Барбароса“ – Фридрих Паулус, следното: 
| „ | Райхът ще постигне истинско величие, само след като победи Русия... Вие разбирате ли това, Паулус? | “ |

В обръщение по радиото на 22 юни 1941 г. по повод началото на операция „Барбароса“ А. Хитлер заявява:
| „ | Вие всички за жалост почувствахте, че тази стъпка е горчива и трудна за мен. Германският народ никога не е хранил враждебни чувства към народите на Русия. Вече повече от 2 десетилетия жидоболшевишкото правителство в Москва работи по въпроса за възпламеняването не само на Германия, но и на цяла Европа. Не Германия се опитва да пренесе националсоциалистическия мироглед в Русия, а жидоболшевишкото правителство в Москва неотклонно се опитва да наложи на нас и на другите европейски народи своята власт, и това не само с помощта на идеологията, а преди всичко с военни средства. | “ |